# Kanton Saint-Paul-Trois-Châteaux
Kanton Saint-Paul-Trois-Châteaux (fr. Canton de Saint-Paul-Trois-Châteaux) je francouzský kanton v departementu Drôme v regionu Rhône-Alpes. Skládá se z 10 obcí.

## Obce kantonu
- La Baume-de-Transit
- Bouchet
- Clansayes
- Montségur-sur-Lauzon
- Rochegude
- Saint-Paul-Trois-Châteaux
- Saint-Restitut
- Solérieux
- Suze-la-Rousse
- Tulette